# Slipping Through My Fingers
Slipping Through My Fingers è un singolo del gruppo musicale svedese ABBA del 1981, estratto dall'album The Visitors.

## Descrizione
Il brano scritto da Benny Andersson e da Björn Ulvaeus, è cantato da Agnetha Fältskog. Il brano è stato scritto da Björn per Agnetha pensando alla loro figlia Linda, che aveva 7 anni quando fu composta la canzone.